# Gautier de Châtillon
Pour les articles homonymes, voir Philippe Gautier, Gautier et Châtillon.
Gautier de Châtillon, dit aussi Philippe Gautier de Châtillon ou Gautier de Ronchin ou Gaultier de Lille (* Lille ou Ronchin près de Lille vers 1135 ; † vers 1190, selon d'autres sources vers 1201), est un homme d'Église et poète français.
Il est né dans la première moitié du XIIe siècle et mourut au début du XIIIe. Il est aussi désigné comme Philippus Galtherus en latin, Philippus Gualtherus de Castellione, ou encore Gualtherus, Gualterus de Insulis, Walter de Châtillon.

## Biographie
Gautier fait ses études à Reims auprès de Stéphane de Beauvais et à Paris.  
Vers 1160 Gautier s'installe à Châtillon, probablement Châtillon-sur-Marne, car assez proche de Reims où se déroula la plus grande partie de la carrière du poète. Il y dirigea une école et publia ses premières œuvres, à caractère généralement satirique. Leur succès attire sur lui l'attention de l'archevêque de Reims, alors Henri Ier, qui perfectionna sa rhétorique et le nomma chancelier en 1176. Il s'ensuit un séjour à Bologne, où il acquit ses connaissances en droit civil et en droit canon.  
Il écrit en latin une série de poèmes, dans le style des goliards de son époque, qui réémergeront dans ceux de Carmina Burana.  
Entre 1178 et 1182, il écrit L'Alexandréide, dont le titre dérive suivant l'usage d'alors, du début de son premier vers, Gesta ducis Macedum. C'est un long poème héroïque en vers hexamètres tiré tantôt de l'histoire de Quinte-Curce et tantôt de celle d'Alexandre le Grand, et dédié à Guillaume aux Blanches Mains (1135-1202), archevêque de Reims.  
Sans doute son souvenir du Vatican lui inspira-t-il ses œuvres satiriques les plus mordantes, dirigées contre Rome et les autorités ecclésiastiques. Celles-ci lui auraient valu une certaine disgrâce à l'origine sa nomination comme chanoine à Amiens ; c'est dans cette ville et avec cette fonction qu'il mourut de la peste. 
Bien des œuvres empreintes de son style ou traitant de thèmes proches lui ont été attribuées, parfois injustement. Ainsi lui a-t-on attribué à tort les Georgica spiritualia de Jean de Garlande. De même n'est-il vraisemblablement pas l'auteur de l'Apocalypse du Goliard, qui lui a été longtemps attribuée. Inversement, le Moralium dogma philosophorum serait vraisemblablement de lui.
Outre ses poèmes, il est l'auteur d'un Dialogue, dans lequel il combat le judaïsme, et d'un traité sur la Sainte Trinité.

## L'Alexandréide
L'Alexandréide est réputé être « le meilleur poème épique latin du Moyen Âge » (De Ghellinck) tant pas sa popularité que par l'inspiration qu'il suscitera. Aujourd'hui encore, notre culture est empreinte de son contenu. C'est de cette œuvre que vient l'expression "tomber de Charybde en Scylla" - Incidit in Scyllam qui vult vitare Charybdim. Matthieu de Vendôme et Alain de Lille lui feront des emprunts et Arrigo da Settimello l'imitera. L'œuvre sera traduite plus tard en néerlandais par Jacques van Maerlant et en allemand par Wolfram von Eschenbach. 
Cette œuvre est composée en hexamètres, un genre très répandu à l'époque. Elle est répartie en dix livres d'environ 450 vers. La première lettre de chaque livre constitue un acrostiche qui forme le nom de l'évêque : GVILLERMVS. Gautier écrit dans sa préface avoir consacré cinq ans à ce travail. La date de parution paraît donc pouvoir être fixée entre 1176, date de la nomination de Guillaume à l'archevêché de Reims et 1179, date où l'archevêque fut nommé cardinal, ce dont Gautier ne fait pas mention. 
Elle présente bien des anachronismes – replaçant notamment la crucifixion de Jésus sous le règne d'Alexandre, mais désignant les soldats grecs comme étant des quirites romains. 

## Publications
- Alexandreidos Libri decem. Nunc primum in Gallia Gallicisque characteribus editi. Lyon, Robert Granjon. 1558.
- Alexandris, sive gesta Alexandri Magni. Herausgegeben von Athanasius Gugger von Berneck. Saint-Gall, Klosterdruckerei, 1659. Jacob Müller, Saint-Gall, 1693.

### Sur Wikisource
https://fr.wikisource.org/wiki/Gautier_de_ch%C3%A2tillon